# ラルフ・メトカーフ
ラルフ・ハロルド・メトカーフ（英語: Ralph Harold Metcalfe、1910年5月29日 - 1978年10月10日）は、アメリカ合衆国の陸上競技選手。短距離種目の選手として活躍し、1932年から1934年にかけては「人類で最も早い男」として知られていた。当時の世界記録は10.3秒であったが、メトカーフは9回にわたりこの記録を出している。

## 経歴
1932年ロサンゼルスオリンピックに出場した。ライバルのエディ・トーランと10秒3の同タイムの激戦の末、銀メダルを獲得する。この大会では200mにも出場したが、銅メダルという結果に終わる。メトカーフは4年後のベルリンオリンピックにも出場し、この大会では短距離4冠を達成したジェシー・オーエンスがメトカーフの前に立ちはだかり、100mにエントリーするも、銀メダルという結果に終わった。結局オリンピックの個人種目で金メダル獲得はならなかったものの、同大会の4×100mリレーではオーエンスらとともに金メダルを獲得した。
その後のメトカーフは南カリフォルニア大学の修士課程を修了後、第二次世界大戦に従軍する。除隊後は大学で陸上のコーチを務めた後、シカゴで実業家となった。その後は政治家となり、1971年からはアメリカ合衆国下院議員として1978年に死去するまでその職にあった。